# Довбиш Олександр Федорович
Олександр Федорович Довбиш (1900 — 1937) — співробітник рядянських органів охорони правопорядку у 1920-х роках, пізніше нетривалий час був міським головою Луганська (1930—1931) та недовго Одеси (1937).
Був одним з 3-х голів Одеської міськради репресованих і розстріляних у 1937 році, разом із М. М. Букаловим і М. Н. Рощенюком.

## Життєпис
Народився в 1900 році в Полтаві.
Навесні 1918 року в складі 2-го Луганського соціалістичного загону Червоної гвардії воював проти німців на бронепоїзді у Основи, Змієва, Родакового. Учасник Царицинського походу, був важко поранений під час боїв за станцію Суровикіно.
Після громадянської війни був на партроботі, потім в міліції. У 1920 році призначений начальником карного розшуку Луганська, в 1921—1924 помічник начальника Луганської повітової (окружної) міліції по кримінальній частині.
З 1924 по 1929 начальник Луганської окружної міліції.
З січня 1930 голова Луганської міськради, також очолював міську комісію з українізації. У вересні 1931 був відкликаний у розпорядження ЦК.
У 1937 кілька місяців пропрацював головою Одеського міськвиконкому. Заарештований 29 липня 1937 і розстріляний 24 листопада того ж року.
Посмертно реабілітований 18 вересня 1956 року. Родина О.Довбиша, до часу реабілітації не знала про його долю. Дружині, були надані лише брехливі відписки, що чоловік помер у тюрмі у 1939 році, та була компенсована вартість двох уцінених фотоапаратів, які у них забрали під час арешту. Тож вдові розстріляного голови міськради через 20 років після його страти надали 612 рублів 50 коп.

## Відзнаки
2 лютого 1929 року був відзначений орденом Червоного Прапора (за іншими даними у цей час був нагороджений орденом Трудового Червоного Прапора УСРР).

## Родина
Дружина — Довбиш Єфросинія Карпівна. З нею мав двох синів:
- Володимир (старший)
- Ігор